# 王養正 (崇禎進士)
王養正（？—1645年），字聖功，南直隸鳳陽府泗州人，明末政治人物。

## 生平
崇禎元年（1628年）戊辰科進士。授浙江海鹽縣知縣，丁父憂去職，服闋，起為秀水縣知縣，謫河南按察司照磨，升湖廣襄陽府推官，遷刑部員外郎，出為江西南康府知府，用計殲滅巨寇鄧毛溪、熊高。弘光元年（1645年）升江西按察司副使、分巡建昌。同年隆武元年清軍大舉南下江西，江西巡撫曠昭棄南昌逃往瑞州，王養正與江西布政使夏萬亨、江西按察司副使管建昌府事王域、建昌府推官劉允浩、南昌府推官史夏隆起兵拒守建昌，僅僅經過三日，因內應配合，清軍破城。王養正等被俘，被押解至南昌，六人同死，建昌人將六人同葬，名為「六君子之墓」。其妻張氏聞訊，絕食九日而死。